# A1 Ethniki
La A1 Ethniki, conocida por motivos de patrocinio como Stoiximan Basket League, es la máxima competición entre clubes que se disputa en Grecia. 
Fundada en 1927, se ha celebrado anualmente excepto en trece ocasiones por causas diversas. Pese a que el campeonato se ha disputado en 85 ocasiones (para 2025), tan sólo ha sido conquistado por nueve equipos.
Está organizada por la Asociación de Clubes de Baloncesto Helenos (HEBA, en inglés, "Hellenic Basketball Clubs Association"), y el nombre oficial de la competición es Campeonato HEBA (en inglés, "HEBA Championship Division A1". El campeonato de la primera división es la denominada "A1", y la disputan 12 equipos. La segunda categoría es la denominada A2 Ethniki, y la disputan 16 equipos
Está considerada la tercera mejor liga europea según el ranking nacional de ligas de baloncesto europeas.

## Equipos temporada 2022-23
| Club              | Ciudad            | Pabellón                               | Cap.   | Temp. |
| ----------------- | ----------------- | -------------------------------------- | ------ | ----- |
| AEK               | Atenas (Marousi)  | OAKA Indoor Hall                       | 18 500 | 57    |
| Aris              | Salónica          | Alexandrio Melathron                   | 5138   | 60    |
| Apollon Patras    | Patras            | Alexandreio Melathron Nikos Galis Hall | 5138   | 34    |
| Ionikos Nikaias   | Palaio Faliro     | Sofia Befon Indoor Hall                | 1204   | 16    |
| Karditsas         | Karditsa          | I. Bourousis Karditsa New Indoor Arena | 3007   | 1     |
| Kolossos          | Rodas             | Venetoklio Indoor Hall                 | 1242   | 17    |
| Lavrio Megabolt   | Lavrio            | Lavrio Indoor Hall                     | 1700   | 8     |
| Olympiacos        | Piraeus           | Peace and Friendship Stadium           | 12 000 | 55    |
| Panathinaikos     | Atenas (Marousi)  | OAKA Indoor Hall                       | 18 500 | 60    |
| PAOK              | Salónica (Pylaia) | PAOK Sports Arena                      | 8162   | 59    |
| Peristeri         | Peristeri         | Peristeri Arena                        | 4000   | 24    |
| Promitheas Patras | Patras            | Dimitris Tofalos Arena                 | 5150   | 7     |

## Historial
| - 1928 Iraklis Salónica - 1929 Panellinios Atenas - 1930 Aris Salónica - 1931 No se disputó - 1932 No se disputó - 1933 No se disputó - 1934 No se disputó - 1935 Iraklis Salónica - 1936 Near East B.C. - 1937 Athens University - 1938 No se disputó - 1939 Panellinios Atenas - 1940 Panellinios Atenas - 1941 No se disputó - 1942 No se disputó - 1943 No se disputó - 1944 No se disputó - 1945 No se disputó - 1946 Panathinaikos BC - 1947 Panathinaikos BC - 1948 No se disputó - 1949 Olympiakos Pireo - 1950 Panathinaikos BC - 1951 Panathinaikos BC - 1952 No se disputó |  | - 1953 Panellinios Atenas - 1954 Panathinaikos BC - 1955 Panellinios Atenas - 1956 No se disputó - 1957 Panellinios Atenas - 1958 AEK Atenas - 1959 PAOK Salónica - 1959-1960 Olympiakos Pireo - 1960-1961 Panathinaikos BC - 1961-1962 Panathinaikos BC - 1962-1963 AEK Atenas - 1963-1964 AEK Atenas - 1964-1965 AEK Atenas - 1965-1966 AEK Atenas - 1966-1967 Panathinaikos BC - 1967-1968 AEK Atenas - 1968-1969 Panathinaikos BC - 1969-1970 AEK Atenas - 1970-1971 Panathinaikos BC - 1971-1972 Panathinaikos BC - 1972-1973 Panathinaikos BC - 1973-1974 Panathinaikos BC - 1974-1975 Panathinaikos BC - 1975-1976 Olympiakos Pireo - 1976-1977 Panathinaikos BC |  | - 1977-1978 Olympiakos Pireo - 1978-1979 Aris Salónica - 1979-1980 Panathinaikos BC - 1980-1981 Panathinaikos BC - 1981-1982 Panathinaikos BC - 1982-1983 Aris Salónica - 1983-1984 Panathinaikos BC - 1984-1985 Aris Salónica - 1985-1986 Aris Salónica - 1986-1987 Aris Salónica - 1987-1988 Aris Salónica - 1988-1989 Aris Salónica - 1989-1990 Aris Salónica - 1990-1991 Aris Salónica - 1991-1992 PAOK Salónica BC - 1992-1993 Olympiakos Pireo - 1993-1994 Olympiakos Pireo - 1994-1995 Olympiakos Pireo - 1995-1996 Olympiakos Pireo - 1996-1997 Olympiakos Pireo - 1997-1998 Panathinaikos BC - 1998-1999 Panathinaikos BC - 1999-2000 Panathinaikos BC - 2000-2001 Panathinaikos BC - 2001-2002 AEK Atenas |  | - 2002-2003 Panathinaikos BC - 2003-2004 Panathinaikos BC - 2004-2005 Panathinaikos BC - 2005-2006 Panathinaikos BC - 2006-2007 Panathinaikos BC - 2007-2008 Panathinaikos BC - 2008-2009 Panathinaikos BC - 2009-2010 Panathinaikos BC - 2010-2011 Panathinaikos BC - 2011-2012 Olympiakos B.C. - 2012-2013 Panathinaikos BC - 2013-2014 Panathinaikos BC - 2014-2015 Olympiakos Pireo - 2015-2016 Olympiakos Pireo - 2016–2017 Panathinaikos BC - 2017–2018 Panathinaikos BC - 2018-2019 Panathinaikos BC - 2019-2020 Panathinaikos BC - 2020-2021 Panathinaikos BC - 2021-2022 Olympiakos Pireo - 2022-2023 Olympiakos Pireo - 2023-2024 Panathinaikos BC - 2024-2025 Olympiakos Pireo |

## Palmarés
| Títulos | Club                  | Temporadas |
| ------- | --------------------- | --- |
| 40      | Panathinaikos BC      | 1945–46, 1946–47, 1949–50, 1950–51, 1953–54, 1960–61, 1961–62, 1966–67, 1968–69, 1970–71, 1971–72, 1972–73, 1973–74, 1974–75, 1976–77, 1979–80, 1980–81, 1981–82, 1983–84, 1997–98, 1998–99, 1999–2000, 2000–01, 2002–03, 2003–04, 2004–05, 2005–06, 2006–07, 2007–08, 2008–09, 2009–10, 2010–11, 2012–13, 2013–14, 2016–17, 2017–18, 2018–19, 2019-20, 2020–21, 2023-24 |
| 15      | Olympiakos SF Pireo   | 1948–49, 1959–60, 1975–76, 1977–78, 1992–93, 1993–94, 1994–95, 1995–96, 1996–97, 2011–12, 2014–15, 2015–16, 2021–22, 2022–23, 2024-25 |
| 10      | Aris Salónica         | 1929–30, 1978–79, 1982–83, 1984–85, 1985–86, 1986–87, 1987–88, 1988–89, 1989–90, 1990–91 |
| 8       | AEK Atenas            | 1957–58, 1962–63, 1963–64, 1964–65, 1965–66, 1967–68, 1969–70, 2001–02 |
| 6       | Panellinios Atenas    | 1928–29, 1938–39, 1939–40, 1952–53, 1954–55, 1956–57 |
| 2       | Iraklis Salónica      | 1927–28, 1934–35 |
| 2       | PAOK Salónica BC      | 1958–59, 1991–92 |
| 1       | Near East Atenas B.C. | 1935–36 |
| 1       | Universidad de Atenas | 1936–37 |

## Finales A1
| Temporada | Cabeza de serie                                                                       | Resultado                                                                             | Desventaja de Campo                                                                   | Primero de la Temporada Regular | Récord |
| --------- | ------------------------------------------------------------------------------------- | ------------------------------------------------------------------------------------- | ------------------------------------------------------------------------------------- | ------------------------------- | ------ |
| 1986-87   | Aris                                                                                  | 3–0                                                                                   | Panionios                                                                             | Aris                            | 18–0   |
| 1987-88   | Aris                                                                                  | 3–0                                                                                   | PAOK                                                                                  | Aris                            | 18–0   |
| 1988-89   | Aris                                                                                  | 3–1                                                                                   | PAOK                                                                                  | Aris                            | 17–1   |
| 1989-90   | Aris                                                                                  | Lig.                                                                                  | PAOK                                                                                  | PAOK                            | 20–2   |
| 1990-91   | Aris                                                                                  | 4–2                                                                                   | PAOK                                                                                  | Aris                            | 20–2   |
| 1991-92   | PAOK                                                                                  | 4–1                                                                                   | Olympiacos                                                                            | PAOK                            | 20–2   |
| 1992-93   | Panathinaikos                                                                         | 1–3                                                                                   | Olympiacos                                                                            | PAOK                            | 22–4   |
| 1993-94   | Olympiacos                                                                            | 3–2                                                                                   | PAOK                                                                                  | Olympiacos                      | 22–4   |
| 1994-95   | Olympiacos                                                                            | 3–2                                                                                   | Panathinaikos                                                                         | Olympiacos                      | 24–2   |
| 1995-96   | Olympiacos                                                                            | 3–2                                                                                   | Panathinaikos                                                                         | Olympiacos                      | 24–2   |
| 1996-97   | Olympiacos                                                                            | 3–1                                                                                   | AEK                                                                                   | Olympiacos                      | 21–5   |
| 1997-98   | Panathinaikos                                                                         | 3–2                                                                                   | PAOK                                                                                  | Panathinaikos                   | 21–5   |
| 1998-99   | Olympiacos                                                                            | 2–3                                                                                   | Panathinaikos                                                                         | Olympiacos                      | 21–5   |
| 1999-00   | Panathinaikos                                                                         | 3–0                                                                                   | PAOK                                                                                  | Olympiacos                      | 21–5   |
| 2000-01   | Panathinaikos                                                                         | 3–2                                                                                   | Olympiacos                                                                            | Panathinaikos                   | 22–4   |
| 2001-02   | AEK                                                                                   | 3–2                                                                                   | Olympiacos                                                                            | AEK                             | 23–3   |
| 2002-03   | Panathinaikos                                                                         | 3–1                                                                                   | AEK                                                                                   | Panathinaikos                   | 21–5   |
| 2003-04   | Panathinaikos                                                                         | 3–0                                                                                   | Maroussi                                                                              | Panathinaikos                   | 22–4   |
| 2004-05   | Panathinaikos                                                                         | 3–1                                                                                   | AEK                                                                                   | Panathinaikos                   | 22–4   |
| 2005-06   | Panathinaikos                                                                         | 3–0                                                                                   | Olympiacos                                                                            | Panathinaikos                   | 24–2   |
| 2006-07   | Panathinaikos                                                                         | 3–2                                                                                   | Olympiacos                                                                            | Panathinaikos                   | 24–2   |
| 2007-08   | Panathinaikos                                                                         | 3–2                                                                                   | Olympiacos                                                                            | Panathinaikos                   | 23–3   |
| 2008-09   | Olympiacos                                                                            | 1–3                                                                                   | Panathinaikos                                                                         | Olympiacos                      | 25–1   |
| 2009-10   | Panathinaikos                                                                         | 3–1                                                                                   | Olympiacos                                                                            | Panathinaikos                   | 25–1   |
| 2010-11   | Olympiacos                                                                            | 1–3                                                                                   | Panathinaikos                                                                         | Olympiacos                      | 26–0   |
| 2011-12   | Olympiacos                                                                            | 3–2                                                                                   | Panathinaikos                                                                         | Olympiacos                      | 23–1   |
| 2012-13   | Olympiacos                                                                            | 0–3                                                                                   | Panathinaikos                                                                         | Olympiacos                      | 25–1   |
| 2013-14   | Panathinaikos                                                                         | 3–2                                                                                   | Olympiacos                                                                            | Panathinaikos                   | 25–1   |
| 2014-15   | Olympiacos                                                                            | 3–0                                                                                   | Panathinaikos                                                                         | Olympiacos                      | 25–1   |
| 2015-16   | Olympiacos                                                                            | 3–1                                                                                   | Panathinaikos                                                                         | Olympiacos                      | 25–1   |
| 2016-17   | Olympiacos                                                                            | 2–3                                                                                   | Panathinaikos                                                                         | Olympiacos                      | 25–1   |
| 2017-18   | Panathinaikos                                                                         | 3-2                                                                                   | Olympiacos                                                                            | Panathinaikos                   | 26–0   |
| 2018-19   | Panathinaikos                                                                         | 3-0                                                                                   | Promitheas Patras                                                                     | AEK                             | 18–8   |
| 2019-20   | Panathinaikos fue declarado campeón tras el parón de la liga por la pandemia COVID-19 | Panathinaikos fue declarado campeón tras el parón de la liga por la pandemia COVID-19 | Panathinaikos fue declarado campeón tras el parón de la liga por la pandemia COVID-19 | Panathinaikos OPAP              | 18–2   |
| 2020-21   | Panathinaikos OPAP                                                                    | 3–1                                                                                   | Lavrio                                                                                | Panathinaikos OPAP              | 20–2   |
| 2021-22   | Olympiacos                                                                            | 3–0                                                                                   | Panathinaikos OPAP                                                                    | Olympiacos                      | 23–1   |
| 2022-23   | Olympiacos                                                                            | 3–1                                                                                   | Panathinaikos OPAP                                                                    | Olympiacos                      | 22–0   |
| 2023-24   | Panathinaikos                                                                         | 3–2                                                                                   | Olympiacos                                                                            | Panathinaikos                   | 21–1   |
| 2024-25   | Panathinaikos OPAP                                                                    | 1–3                                                                                   | Olympiacos                                                                            | Panathinaikos OPAP              | 22–0   |